# Еизо Югучи
Еизо Югучи (на японски: 湯口 栄蔵) е японски футболист.

## Национален отбор
Записал е и 5 мача за националния отбор на Япония.
| Япония | Япония | Япония |
| Година | Мачове | Голове |
| ------ | ------ | ------ |
| 1969   | 1      | 0      |
| 1970   | 4      | 1      |
| Общо   | 5      | 1      |